# Avenger (Band)
Avenger ist eine englische New-Wave-of-British-Heavy-Metal- und Speed-Metal-Band aus Newcastle upon Tyne, die im Jahr 1982 gegründet wurde, sich 1986 auflöste, im Jahr 2005 wieder zusammenfand und sich seit dem Jahr 2007 Avenger UK nennt.

## Geschichte
Die Band wurde im Jahr 1982 von den Ex-Blitzkrieg-Mitgliedern Mick Moore (E-Bass) und Brian Ross (Gesang), sowie Schlagzeuger Gary Young und Gitarrist Steve Bird gegründet. Da Moore and Ross durch Blitzkrieg bereits mit Neat Records in Kontakt waren, nahm das Label Avenger ebenfalls unter Vertrag. Nachdem sie die ersten Lieder entwickelt hatten, erschienen sie mit dem Lied Hot and Heavy Express auf der Split-Veröffentlichung One Take No Dubs von Neat Records. Nachdem im Jahr 1983 die Single Too Wild to Tame aufgenommen worden war, tauschte die Band ihren Sänger mit dem von Satan, sodass Ian Swift nun Avenger angehörte und Ross Satan beitrat. Steve Bird musste aufgrund von Hörproblemen die Band verlassen, weswegen er durch John Brownless ersetzt wurde. Die Musik hierauf war eigentlich für Blitzkrieg bestimmt gewesen und wurde von der Band bereits Ende 1981 aufgenommen, jedoch nie veröffentlicht. Gitarrist Lee Cheetham, welcher schon vorher bei Avenger als Gastmusiker zu hören war, trat danach als permanentes Mitglieder der Band bei, woraufhin Gitarrist Brownless kurze Zeit später die Band verließ. Danach schlossen sich Auftritte in den Beneluxstaaten an. Danach nahm die Band ihr Debütalbum auf, das 1984 veröffentlicht wurde, und spielte 1985 weitere Auftritte in Europa. Die Tour umfasste sechs Auftritte in drei Ländern. Als neuer Gitarrist kam kurze Zeit später Greg Reiter zur Besetzung, der durch eine Anzeige im Kerrang-Magazin auf die Band aufmerksam geworden war und Cheetham ersetzte. Im Jahr 1985 erschien das zweite Album Killer Elite. Danach kam als neuer Schlagzeuger Darren Kurland hinzu, der Young ablöste. In den 1980er-Jahren erstellte die Band Musikvideos für drei Lieder (Under the Hammer, Run for Your Life und Revenge Attack) und ging zusammen mit Liege Lord auf Tournee durch die USA. Zeitweise fügte die Band auch eine römische Zwei hinter ihrem Namen an, um nicht mit der Band Rage, damals noch unter dem Namen Avenger aktiv, verwechselt zu werden. Im Jahr 1986 löste sich die Band während der Tour durch die USA auf, da sich Sänger Swift sein Bein gebrochen hatte und keine Aushilfe gefunden werden konnte. Zudem fehlte noch immer die Unterstützung seitens Neat Records.
Nach der Auflösung trat Swift Atomkraft bei, während Young bei Blitzkrieg einstieg. In den 1990er-Jahren verklagte Moore Neat Records, da sie keinerlei Unterstützung von dem Label erhielten und sie ihre Touren selbst finanzieren mussten. Außerdem vermarktete das Label die Alben nach der Auflösung der Band weiter, ohne dass diese Geld dafür erhielt. Die Gruppe gewann schließlich den Prozess. 1995 gab es Gerüchte über eine Wiedervereinigung der Band. Jedoch handelte es sich hierbei nur um eine Jamsession zwischen Moore, Reiter und Joe Hasselvander (Pentagram, Raven). Außerdem wurden gegen Ende der 1990er-Jahre die bisher erschienenen Alben über Sanctuary Records und Frontline Records wiederveröffentlicht. Im Jahr 2005 begannen die Pläne für weitere Auftritte. Im Juni spielte die Band in England, sowie im Juli in Deutschland und im Oktober in den Niederlanden, wobei die Gruppe nun aus Sänger Ian Swift, Schlagzeuger Gary Young, Bassist Mick Moore und den Gitarristen Glenn S. Howes (Blitzkrieg/Tygers of Pan Tang/Earthrod/The Reign) und Liam Thompson bestand. Im Jahr 2007 benannte sich die Band Avenger UK um, um Verwechslungen mit gleichnamigen Bands zu vermeiden. Mick Moore verließ gegen Ende 2005 die Band wieder. Als neuer Gitarrist kam Sean Jeffries und für Bassist Moore Huw Holding zur Band. Gitarrist Howes musste daraufhin die Band wieder verlassen. Danach hielt die Band Auftritte in Europa, während sie an einem neuen Album arbeitete. Im Juli nahm die Band am Headbangers Open Air in Elmshorn teil, woran auch Bands wie Candlemass, Sinner, Malice  und Hollow Ground teilnahmen. Im September trat die Band auf dem britischen Metieval Festival auf, an dem auf Gruppen wie Skyclad, Talamaskar, Heathen Foray und Heat Ray teilnahmen. Im November trat die Band außerdem auf dem britischen Hard Rock Hell zusammen mit Cradle of Filth, Twisted Sister, UFO, Girlschool und Saxon. Im Jahr 2006 sollte das Album The Slaughter Never Stops erscheinen, jedoch war die Qualität des Albums für die Band nicht ausreichend, sodass es niemals erscheinen sollte. Die Aufnahmen, die zusammen mit Demolition Records stattfanden, galten für die Band nur noch als Probeaufnahmen für ein Album, das im Jahr 2007 unter dem Namen The Slaughter Continues erscheinen sollte. Die Aufnahmen sollten mit Fred Pursers (Tygers of Pan Tang) im Trinity Heights Studio stattfinden. Jedoch sollte dieses Album auch nicht erscheinen.

## Stil
Die Band spielte klassische Musik der New Wave of British Heavy Metal, wobei vor allem die Qualität der Lieder des ersten Albums als minimal beschrieben wird; Killer Elite sei eine beeindruckende Kehrtwende gewesen, aber immer noch weit davon entfernt, wegweisend oder auch nur originell zu sein.

## Diskografie
- 1982: Demo ‘82 (Demo, Eigenveröffentlichung)
- 1982: One Take No Dubs (Split mit Black Rose, Hellanbach und Alien, Neat Records)
- 1983: Too Wild to Tame (Single, Neat Records)
- 1984: Blood Sports (Album, Neat Records)
- 1985: Killer Elite (Album, Neat Records)
- 1985: Blood Sports / Killer Elite (Kompilation, Neat Records)
- 1987: Metal City (Split-VHS mit Venom, Saracen und Warfare, Prism)
- 2002: Too Wild to Tame - The Anthology (Kompilation, Castle Communications)
- 2014: The Slaughter Never Stops (Album, Rocksector Records)